# 贵阳学院
贵阳学院，为中国贵州省贵阳市的一所公立高校。现有两个校区，分别为龙洞堡主校区、文化路校区。

## 校史沿革
1978年，贵阳师范高等专科学校成立，前身为贵阳师范学院贵阳专科班。1982年，更名为贵阳市教师进修学院。1985年，更名为贵阳师范专科学校。1993年，定名为贵阳师范高等专科学校。

1984年，贵阳市人民政府创办贵阳金筑大学，校址在贵阳市文化路。1995年，迁至龙洞堡贵阳市高级技工学校（即学院现址）办学。随后相继并入贵阳市高级技工学校和贵阳红星机床厂。

2004年，经教育部批准，贵阳师范高等专科学校和贵阳市金筑大学合并组建为贵阳学院，成为本科层次的全日制普通高等学校。

## 院系设置
贵阳学院设有17个院系，分别为计算机科学系、机电系、物理与电子信息科学系、化学与材料科学系、生物与环境工程系、数学系、经济与管理科学系、外国语系、教育科学系、思想政治教育系、中文系、法律系、美术系、音乐系、体育系、教师教育学院、继续教育学院。